# Martignone
Il Martignone è un rio del basso Appennino bolognese il cui corso interessa i comuni di Valsamoggia ed Anzola dell'Emilia.

## Percorso
Nasce nelle colline presso Oliveto, frazione del comune di Valsamoggia, a circa 240 m di altitudine. Prosegue in direzione nord fino a giungere in pianura e poi fino a versarsi da destra nel torrente Samoggia, presso la località Paltrone (Anzola). Ha due affluenti degni di nota, il rio Tinzone (da destra) nel tratto montano e il canale Marciapesce (da sinistra), insieme al quale confluisce nel Samoggia.